# Mycetophila boreocruciator
Mycetophila boreocruciator är en tvåvingeart som beskrevs av Sevcik 2003. Mycetophila boreocruciator ingår i släktet Mycetophila och familjen svampmyggor. Arten är reproducerande i Sverige. Inga underarter finns listade i Catalogue of Life.